# Cruz del Señor
Cruz del Señor es un barrio de la ciudad de Santa Cruz de Tenerife (Canarias, España), situado entre los barrios de Los Gladiolos y El Perú. Se encuadra administrativamente dentro del distrito de Salud-La Salle.
El barrio toma su nombre de la parroquia homónima ubicada en la zona. La iglesia, cuyo interior se reconstruyó en 1964 adoptando un estilo moderno, alberga un Crucificado de hierro de 4 metros de altura, pila, reclinatorios y candelabros, obra del escultor canario José Abad.

## Características
Cruz del Señor queda delimitado, desde su vértice norte ubicado en la confluencia de la avenida de Venezuela con la calle de Juan Álvarez Delgado, por el eje de esta calle hacia el oeste hasta la calle de Santiago Beyro. Desde aquí, sigue hacia el sur hasta la avenida de las Islas Canarias, cuyo eje sigue rumbo oeste hasta tomar la avenida de Ángel Romero. Desde esta avenida toma el límite por la plaza de Sixto Machado hacia el sur hasta la calle de Masca. Continúa por esta calle dirección este hasta entroncar con la de Simón Bolívar, que sigue hacia el nordeste hasta la avenida de Benito Pérez Armas, y desde aquí, por la de Venezuela hasta el punto de partida.
Tiene una superficie total de 0,12 km², ubicados a aproximadamente 3 kilómetros del centro de la ciudad y a una altitud media de 120 m s. n. m.
El barrio posee una oficina de Correos, varias farmacias, comercios y bares, una oficina bancaria y un cajero automático, así como una gasolinera. Aquí se encuentran también el Centro de Servicios al Ciudadano del Cabildo de Tenerife y el Club Centro de Ajedrez Caja General de Ahorros de Canarias.

## Historia
El barrio de Cruz del Señor surgió en las primeras décadas del siglo xx en torno a la carretera que unía, por aquel entonces, las ciudades de Santa Cruz y La Laguna. La urbanización del barrio se aceleró en la década de 1960.

## Demografía
| Año        | 2005  | 2006  | 2007  | 2008  | 2009  | 2010  |
| ---------- | ----- | ----- | ----- | ----- | ----- | ----- |
| Habitantes | 6.615 | 4.599 | 4.480 | 4.445 | 4.303 | 4.315 |

## Transporte público
En el barrio se encuentra la parada de la línea 1 del Tranvía de Tenerife denominada Parada de Cruz del Señor.
| Línea | Origen      | Destino    |
| ----- | ----------- | ---------- |
|       | La Trinidad | Santa Cruz |

En guagua queda conectado mediante las siguientes líneas de Titsa: 
| Línea | Trayecto                                                    | Recorrido |
| ----- | ----------------------------------------------------------- | --------- |
| 014   | Santa Cruz - La Laguna (por La Cuesta)                      | Recorrido |
| 026   | Santa Cruz - La Laguna (por Barrio La Salud y Finca España) | Recorrido |
| 228   | Santa Cruz - Los Campitos (por La Cuesta)                   | Recorrido |
| 906   | Intercambiador - Bº La Salud (Cuesta de Piedra)             | Recorrido |
| 911   | Muelle Norte - Ofra (Las Retamas)                           | Recorrido |

## Lugares de interés
- Centro de Servicios al Ciudadano del Cabildo de Tenerife
- Parroquia de la Cruz del Señor